# Wuxi
Wuxi (無錫T, 无锡S, WúxīP) La città di Wuxi, conosciuta come Xi, conosciuta nell'antichità come Liangxi e Jingui, si trova nel sud della provincia di Jiangsu, nel delta del fiume Yangtze, a sud del fiume Yangtze e sulla riva del lago Taihu. Ha giurisdizione sulle città di Jiangyin e Yixing. Wuxi confina a est con la città di Suzhou (苏州), e si trova a 128,2 chilometri dalla Provincia Autonoma di Shanghai (上海); delimitata dal fiume Yangtze a nord, oltre il fiume dalla città di Jingjiang sotto la giurisdizione della città di Taizhou (台州); dal lago Taihu a sud, al confine con la provincia di Zhejiang; confina ad ovest con la città di Changzhou (常州), e si trova a 183 chilometri da Nanchino. Wuxi è conosciuta come la "Perla del Lago Taihu" ed è una delle città centrali del delta del fiume Yangtze e dell'area metropolitana di Suzhou-Wuxi-Changzhou. Il governo municipale si trova al numero 1 di Jingui Road, Taihu New Town (太湖新城).
Wuxi è il luogo di nascita della civiltà Jiangnan e della cultura Wu. La sua storia documentata risale alla fine della dinastia Shang. Nel 1981, il Consiglio di Stato ha elencato Wuxi come una delle quindici città economiche centrali del paese. Fu anche una delle prime 13 città più grandi approvate dal Consiglio di Stato e a godere di un potere legislativo locale. Allo stesso tempo, Wuxi è anche una famosa città storica e culturale della Repubblica Popolare Cinese, e nel 1998 è stata classificata come una delle prime città turistiche dall'Amministrazione Nazionale del Turismo. Nel marzo 1983 fu implementato il sistema delle contee governate dalla città. Le contee di Wuxi e Jiangyin, che originariamente erano nell'area di Suzhou, e la contea di Yixing, che originariamente era nell'area di Zhenjiang, passarono sotto la giurisdizione della città di Wuxi, stabilendo il sistema di contee governate dalla città. Struttura della città di Wuxi come un corpo e due ali. Wuxi è attualmente una delle città centrali dell'area metropolitana di Shanghai e dell'area metropolitana di Suzhou-Wuxi-Changzhou. È anche la culla dell'industria nazionale e dell'industria municipale cinese, la culla del modello del Jiangsu meridionale e la sede di Wuxi. Centro di supporto logistico congiunto della forza di supporto logistico congiunto.
Wuxi è un'importante città turistica panoramica del paese e una città storica e culturale nazionale. All'interno della città ci sono il lago Taihu Yuantouzhu, il Buddha gigante di Lingshan, la baia di Nianhua, la base televisiva e cinematografica di Wuxi China, il parco Lihu e il tempio di Chong'an. , la città antica di Huishan, l'area panoramica di Xihui e altri punti panoramici. Wuxi è conosciuta come il molo dei tessuti, il molo dei soldi, il molo dei forni, la capitale della seta e il mercato del riso. Attualmente, Wuxi ha industrie emblematiche come l’Internet delle cose, i circuiti integrati e la biomedicina; Inoltre, Wuxi dispone di comodi trasporti, grazie al passaggio dell'autostrada Pechino-Shanghai, della ferrovia urbana Shanghai-Nanchino e della ferrovia ad alta velocità Pechino-Shanghai. A partire dal 2024, la metropolitana di Wuxi, il sistema di trasporto ferroviario urbano, sarà operativa operare. Il chilometraggio è di 145 chilometri e nel sud-est della città si trova l'aeroporto internazionale Sunan Shuofang di classe 4E. Sebbene Wuxi raggiunga risultati in termini di sviluppo economico, è anche accompagnato da un soft power culturale. Sono emerse molte celebrità Wuxi, come Gu Kaizhi, Ni Yunlin, Qian Mu, Qian Zhongshu, ecc., Così come celebrità antiche e moderne rappresentate dal Giardino Jichang. , Liyuan, Yuantouzhu, ecc. I giardini famosi vengono tramandati di generazione in generazione.

## Storia

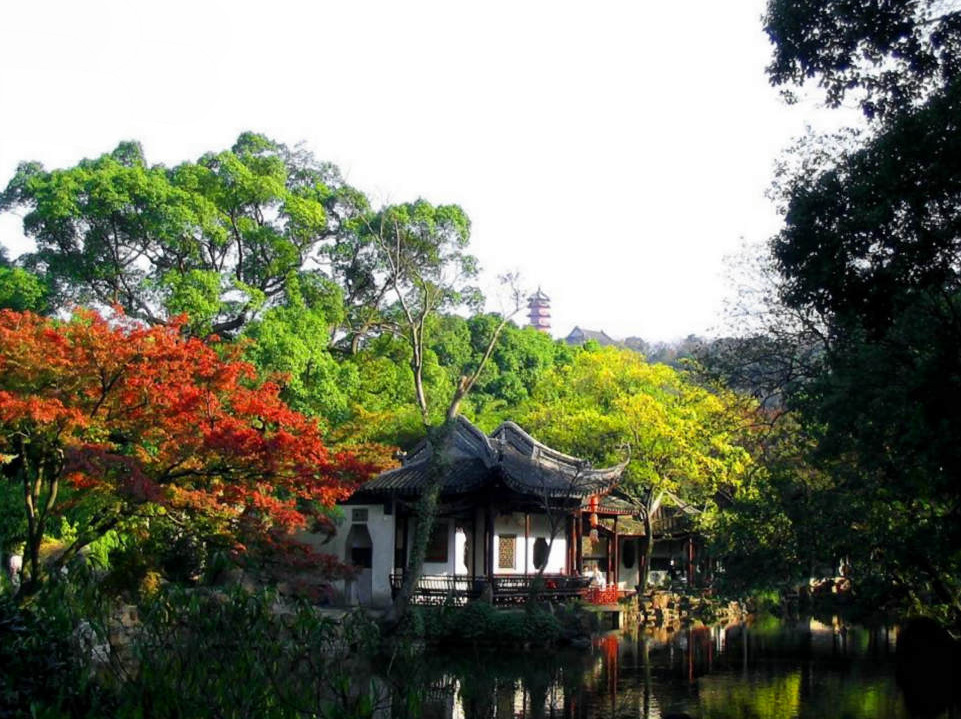
Giardino reale di Jichang

È una delle città cinesi più antiche lungo il corso del Fiume Azzurro. È già menzionata all'inizio del periodo Han (II secolo a.C.) ed era un centro importante che portava il nome attuale.
Fu celebrata da molti poeti della dinastia Tang (618-907) per i suoi molteplici specchi d'acqua. Subito dopo la costruzione del Grande Canale Imperiale divenne uno dei quattro maggiori centri per il commercio del riso.
All'inizio del secolo scorso vi sorsero le prime fabbriche tessili. Attualmente, oltre alla tradizionale industria tessile, si trovano numerosi stabilimenti.
Nel 2018 Wuxi ha ospitato il mondiale di scherma.

## Economia

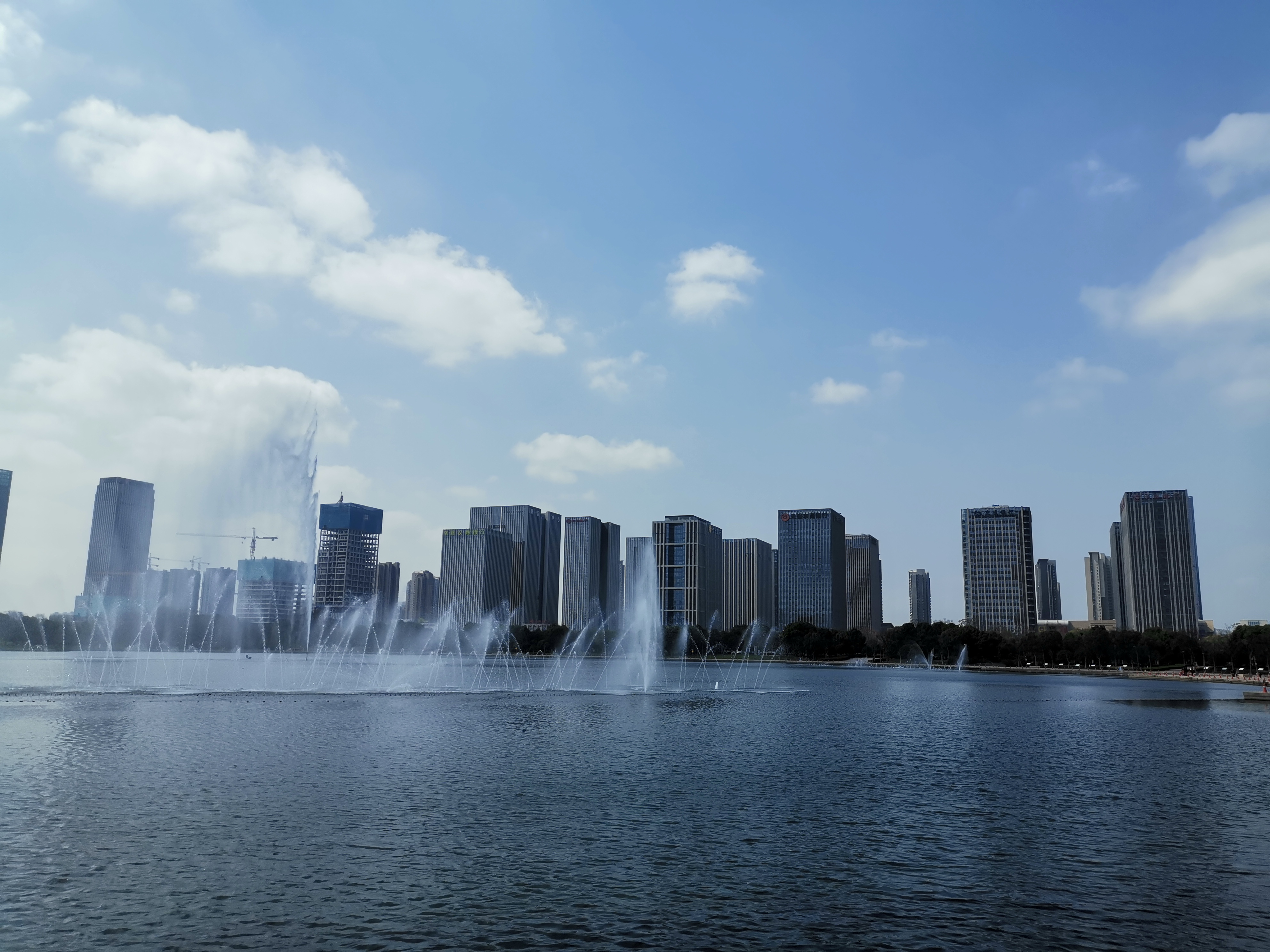
Via finanziaria

Dopo la riforma e l'apertura, con le opportunità offerte dal modello del Jiangsu meridionale, Wuxi divenne gradualmente un centro economico dell'est e una città commerciale molto dinamica. Alla fine del 2013, Wuxi è diventata una delle "nuove città cinesi di primo livello" selezionata da "China Business Weekly" per la sua forza cittadina complessiva stabile; [vedi ⁠ 78] Allo stesso tempo, la versione cinese di "Forbes " ha pubblicato il "2013 Best in continent China" Nella "Classifica delle città commerciali", la città di Wuxi è al quinto e primo posto tra le città a livello di prefettura.

Nel 2022, l'aggregato economico della città di Wuxi raggiungerà un nuovo massimo e la sua forza complessiva continuerà ad aumentare. Secondo i calcoli preliminari, il PIL regionale per l'intero anno sarà di 1,485082 miliardi di yuan, con un aumento del 3,0% rispetto all'anno precedente. su prezzi comparabili. Calcolato sulla base della popolazione permanente, il PIL regionale pro capite raggiunge i 198.400 yuan, collocandosi al secondo posto nel Paese.

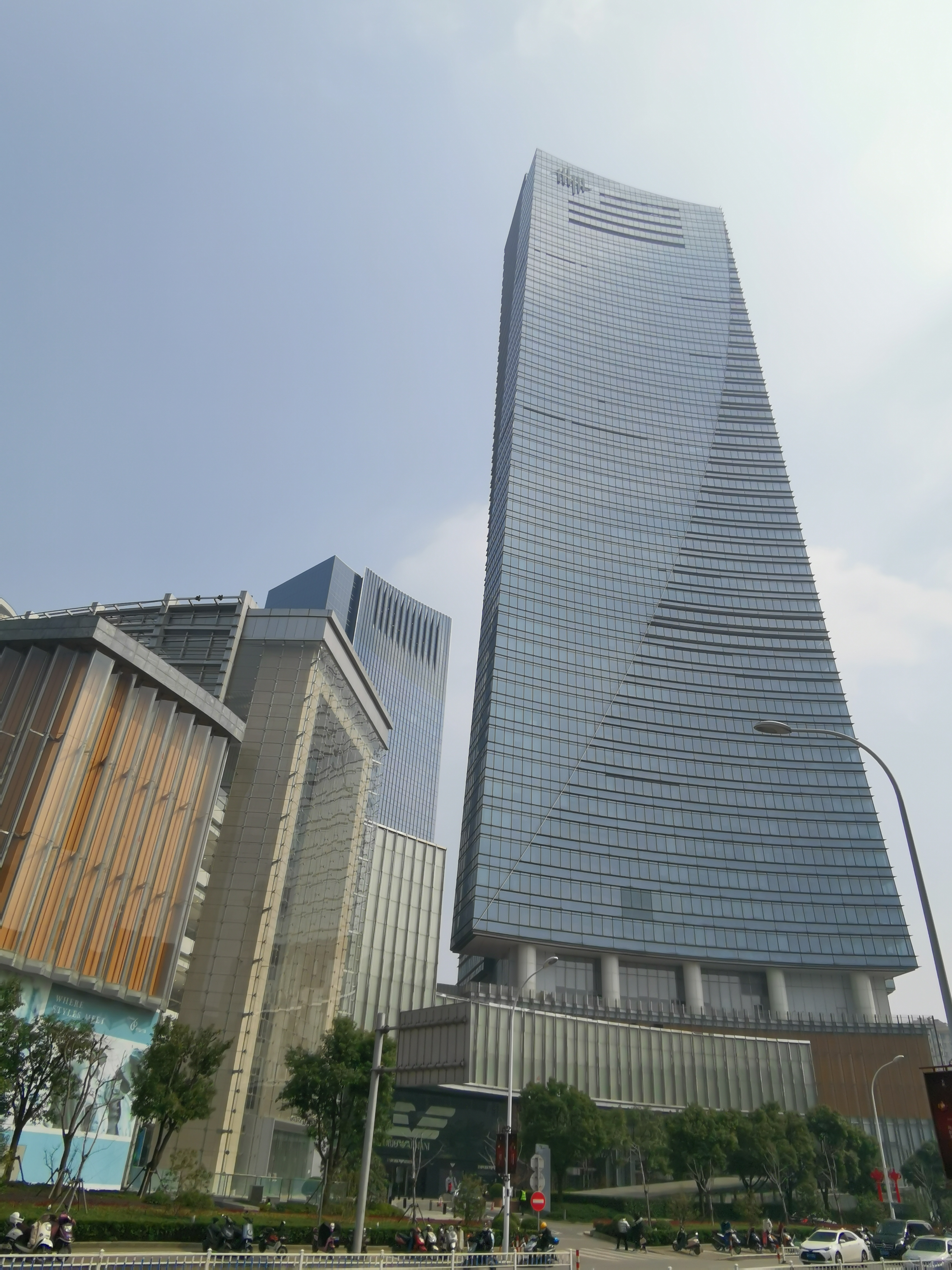
Wuxi Center 66

Dal punto di vista industriale, l'industria primaria della città ha raggiunto un valore aggiunto di 13,365 miliardi di yuan, con un incremento dell'1,1% rispetto all'anno precedente, l'industria secondaria ha raggiunto un valore aggiunto di 717,739 miliardi di yuan, con un aumento del 3,6% rispetto all'anno precedente; l’industria terziaria ha realizzato un valore aggiunto di 753,978 miliardi di yuan, ovvero un incremento del 3,6% rispetto all’anno precedente; il tasso di crescita dell’anno precedente è stato del 2,4%; il rapporto tra i tre settori è stato adeguato a 0,9:48,3:50,8.

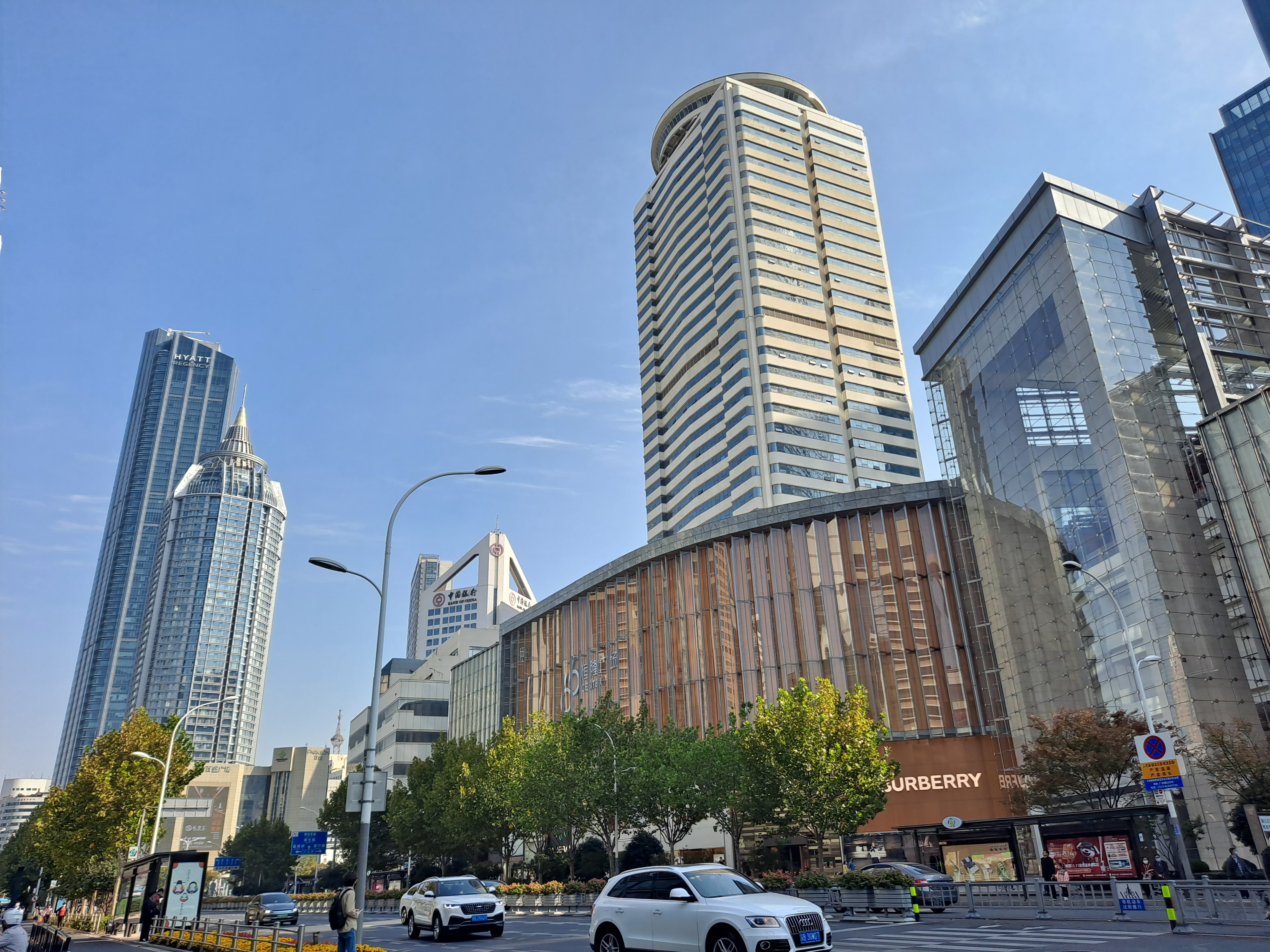
Città vecchia di Wuxi

Nel corso dell’anno sono stati creati 158.100 nuovi posti di lavoro urbani, di cui 77.200 residenti urbani licenziati e disoccupati sono stati riassunti e 31.200 persone con difficoltà occupazionali sono state assistite al reinserimento. Il tasso di disoccupazione urbana registrato della città è del 2,68%.
Nel corso dell'anno l'economia privata ha realizzato un valore aggiunto di 983,124 miliardi di yuan, con un incremento del 3,3% rispetto all'anno precedente, pari al 66,2% del totale dell'economia, con un incremento di 0,2 punti percentuali rispetto all'anno precedente. Il valore della produzione delle industrie private al di sopra delle dimensioni previste ha raggiunto 1.426,928 miliardi di yuan, con un incremento del 12,8% rispetto all'anno precedente. Gli investimenti privati sono ammontati a 240,341 miliardi di yuan, in calo del 3,6% rispetto all'anno precedente.
Alla fine dell'anno, le autorità di registrazione a tutti i livelli della città registravano 423.300 imprese di vario tipo, tra cui 36.000 società statali e società di partecipazione collettiva, 7.000 imprese a partecipazione straniera e 380.400 imprese private. furono immatricolate di recente quell'anno. Alla fine dell'anno si contavano 660.900 famiglie con lavoratori autonomi, di cui 80.800 nuove famiglie registrate quell'anno.
L'indice dei prezzi al consumo urbano (CPI) è aumentato del 2,1% durante tutto l'anno, 0,4 punti percentuali in più rispetto all'anno precedente. Tra questi, il prezzo dei servizi è aumentato dell'1,0% e il prezzo dei beni di consumo è aumentato del 2,9%. L'aumento dei prezzi della produzione industriale è rimasto stabile: il prezzo franco fabbrica dei produttori industriali è aumentato dell'1,7% durante tutto l'anno, mentre il prezzo d'acquisto dei produttori industriali è aumentato del 3,9%.
Nel 2024, il PIL della città di Wuxi raggiungerà i 1626,329 miliardi di yuan, con un aumento annuo del 5,8% a prezzi costanti, superiore alla media nazionale (5,0%). Tra questi, il valore aggiunto dell'industria primaria è di 14,045 miliardi di yuan, con un aumento annuo del 3,5%; il valore aggiunto dell'industria secondaria è di 771,602 miliardi di yuan, con un aumento annuo del 6,2%; il valore aggiunto dell'industria terziaria è di 840,682 miliardi di yuan, con un aumento annuo del 5,4%; le entrate fiscali sono di 121,01 miliardi di yuan, al terzo posto nella provincia, e il PIL pro capite è di 216.900 yuan, al terzo posto nel paese dopo Pechino e Shanghai.

## Trasporto

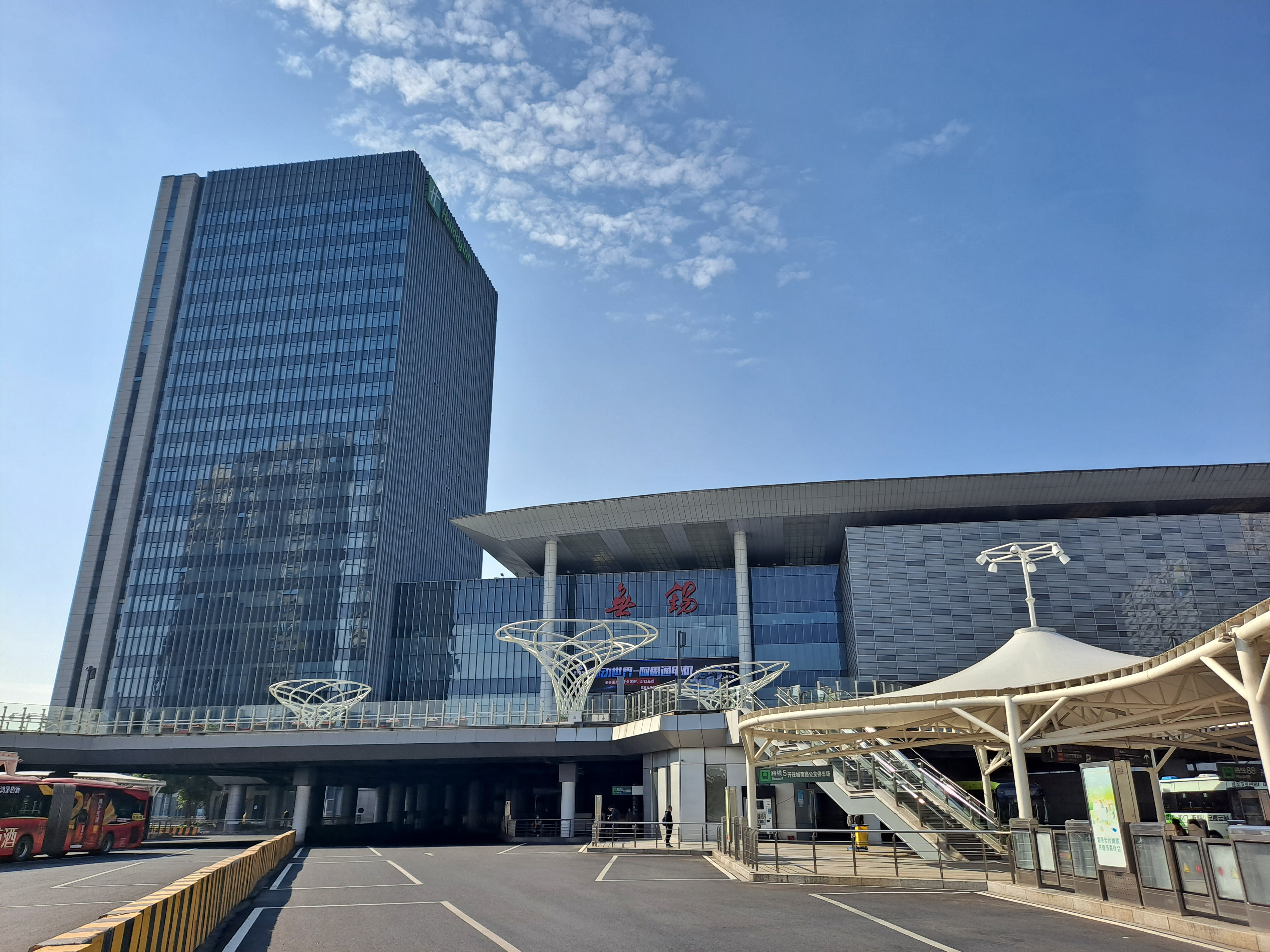
Stazione di Wuxi

- Stazione di WuxiLa stazione ferroviaria di Wuxi si trova sulla linea ferroviaria ad alta velocità Shanghai-Nanchino, lunga 301 km (187 miglia), inaugurata il 1º luglio 2010 e che fornisce collegamenti diretti con il capoluogo di provincia Nanchino, Shanghai e Suzhou.

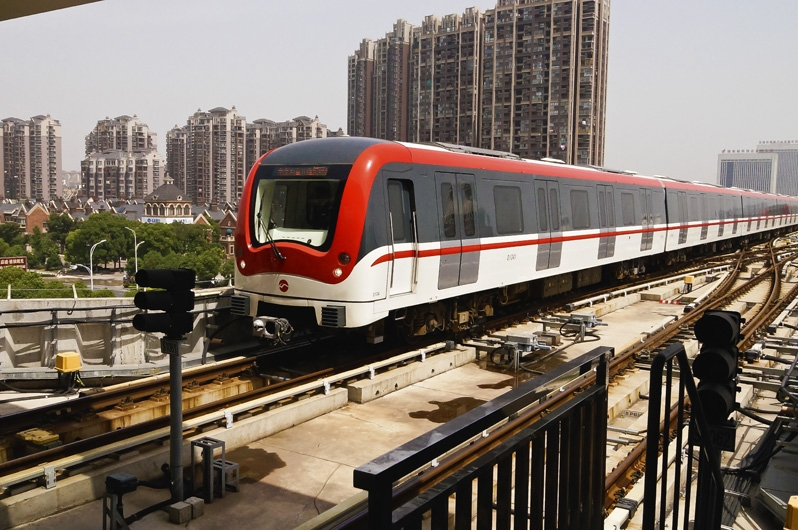
Metropolitana di Wuxi

- Metropolitana di WuxiLa metropolitana di Wuxi è un sistema di trasporto ferroviario urbano che serve la città di Wuxi, nella provincia di Jiangsu, in Cina. La sua prima linea, la linea 1 della metropolitana di Wuxi, è stata inaugurata ufficialmente il 1º luglio 2014, rendendo Wuxi la 22a area metropolitana della Cina continentale. È la terza città nella provincia di Jiangsu ad aprire il trasporto ferroviario. A partire da gennaio 2024, la metropolitana di Wuxi ha 5 linee operative, ovvero la linea 1 della metropolitana di Wuxi, la linea 2 della metropolitana di Wuxi, la linea 3 della metropolitana di Wuxi Fase 1, la linea 4 della metropolitana di Wuxi Fase 1 e la linea S1 della metropolitana di Wuxi. È una linea della metropolitana con un con una percorrenza operativa di 145 chilometri e un totale di 97 stazioni. A partire da gennaio 2024, ci sono 4 linee della metropolitana in costruzione a Wuxi, vale a dire Wuxi Metro Line 4 Fase II, Wuxi Metro Line 5 Fase I, Wuxi Metro Line 6 Fase I e Wuxi Metro Line S2, con una lunghezza totale di circa 120 chilometri. . Il 16 febbraio 2024, la rete metropolitana di Wuxi ha trasportato 1,4112 milioni di passeggeri, raggiungendo un livello record.

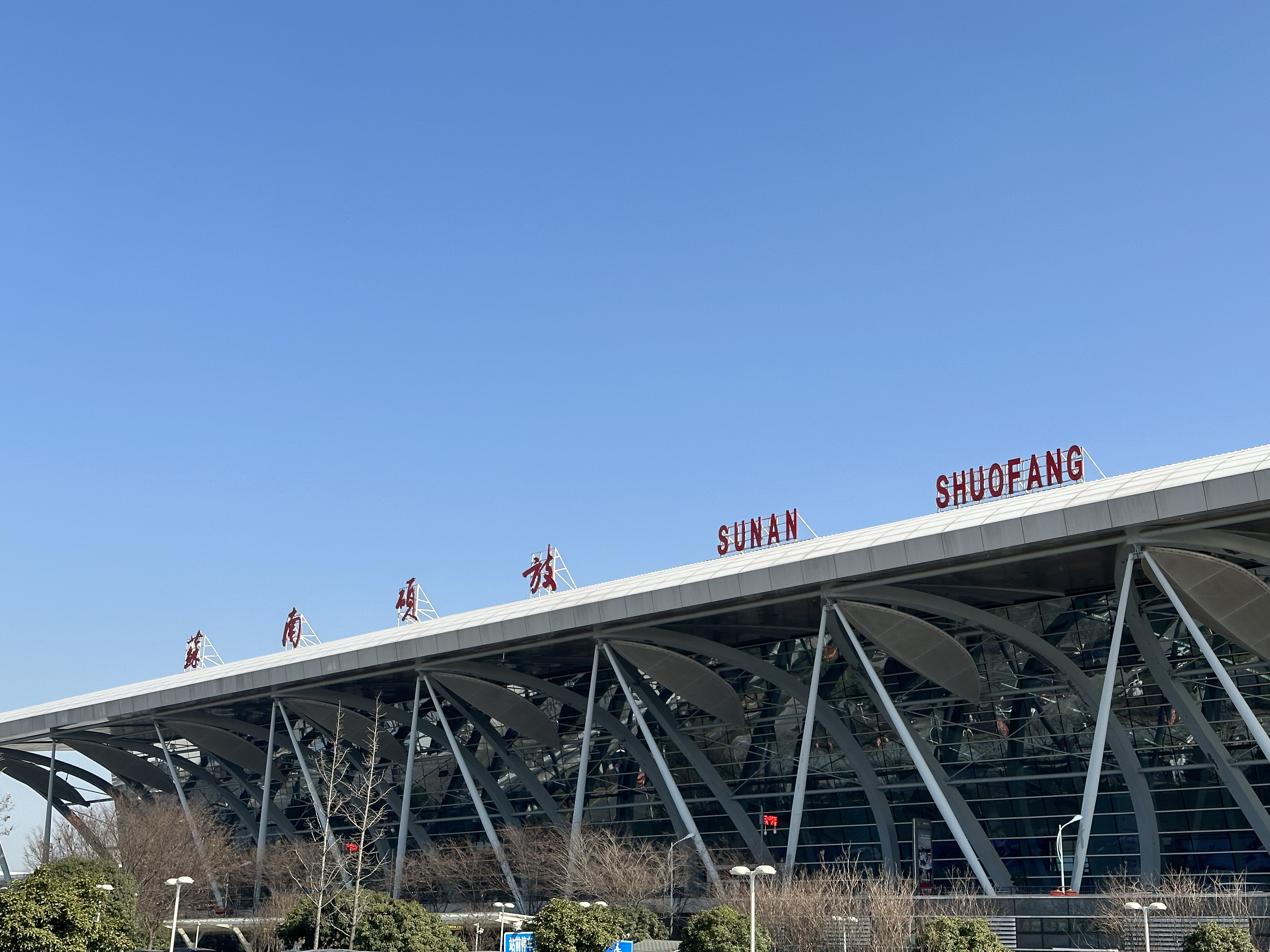
Aeroporto internazionale

- Aeroporto internazionaleL'aeroporto di Wuxi Shuofang, situato a 14 km (8,7 miglia) dal centro della città, è stato inaugurato nel 2004 e offre voli diretti per Pechino, Canton, Shenzhen, Hong Kong, Taipei, Singapore e Osaka.

- Wuxi si trova lungo la China National Highway 312, che collega Shanghai alla Cina centrale e nordoccidentale. L'autostrada Shanghai-Nanchino (G42), lunga 274 chilometri (170 miglia), è stata inaugurata nel novembre 1996 e collega Shanghai, Suzhou, Changzhou, Zhenjiang e altre città nella provincia di Jiangsu. La Xiyi Expressway è lunga 62,3 chilometri (38,7 miglia) e collega Wuxi e Yixing.

- Il porto di Wuxi Jiangyin ha attualmente 12 attracchi, distribuiti principalmente nell'area portuale di Shenzhen-Xiamen. Tutti hanno superato l'ispezione di accettazione per l'apertura alle navi straniere, con una superficie totale di 1,5 milioni di metri quadrati e sono gestiti dalla Dagang Rispettivamente Branch e Dacheng Branch. La filiale di Dagang ha una superficie di 710.000 metri quadrati e dispone di due grandi magazzini di 12.000 metri quadrati, ciascuno dotato di due gru da 20 tonnellate. Ci sono 10 posti barca al molo e la profondità dell'acqua nella parte anteriore del molo è mantenuta a -15 metri tutto l'anno. Sono presenti due attracchi oceanici da 50.000 tonnellate e 100.000 tonnellate, un attracco oceanico da 2.000 tonnellate, dotato di nove gru a portale con una capacità di sollevamento di 40 tonnellate, che possono completare lo scarico e il trasbordo di carichi da navi con un capacità di sollevamento inferiore a 100.000 tonnellate in arrivo al porto. Operazione.

- Il trasporto pubblico di Wuxi si riferisce al sistema di trasporto pubblico urbano su strada che serve la città di Wuxi, provincia di Jiangsu, Cina. La sua prima linea è stata aperta nel 1927. Nel 2020, il trasporto pubblico di Wuxi contava un totale di 297 linee di autobus, 5.760 chilometri di percorrenza e 3.036 veicoli operativi. Nel 2020, il volume annuo di passeggeri del trasporto pubblico di Wuxi è stato di 191,18 milioni.

## Amministrazione

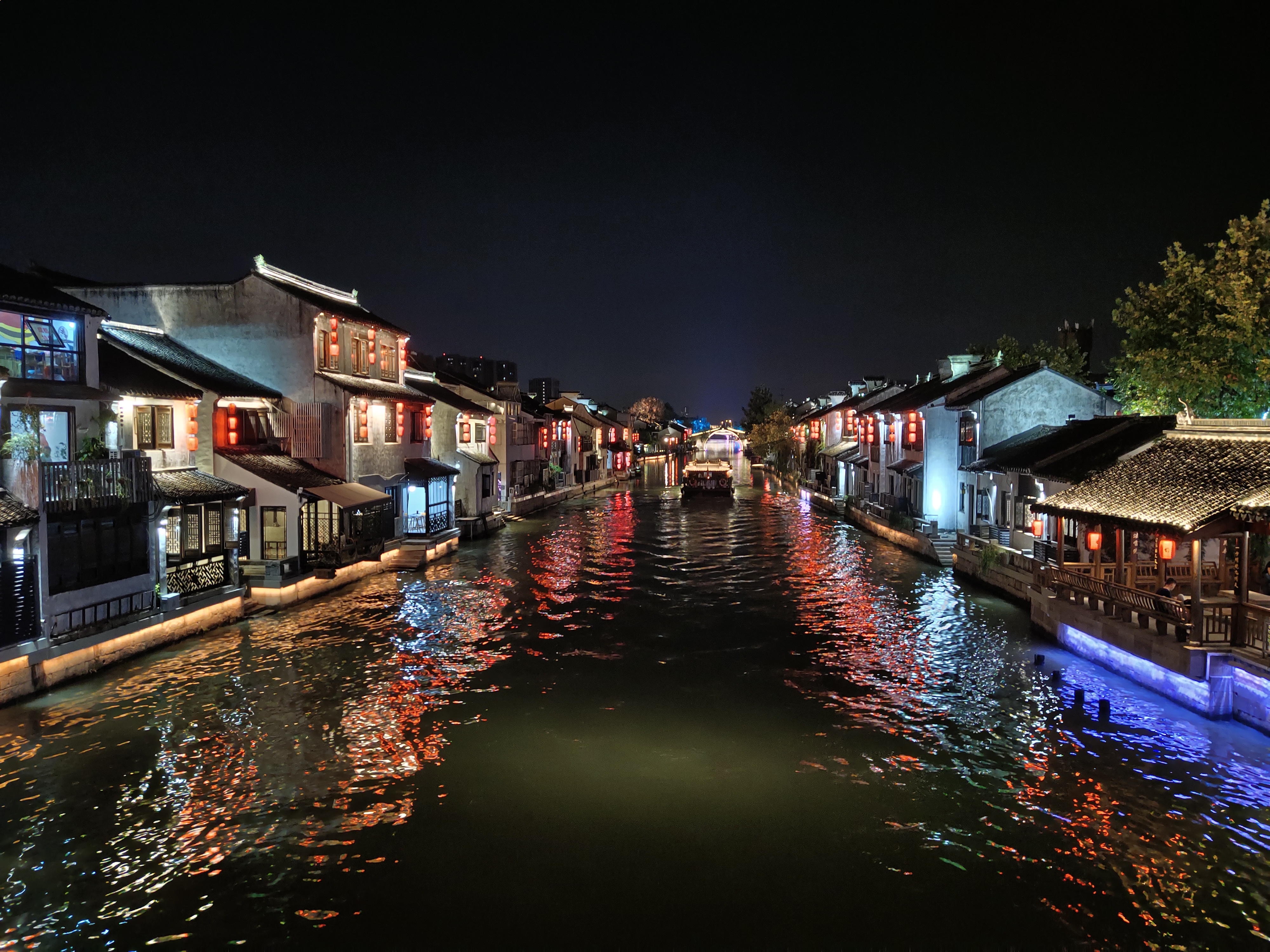
Grande Canale Imperiale presso Wuxi

- Grande Canale Imperiale presso WuxiDistretto di Binhu

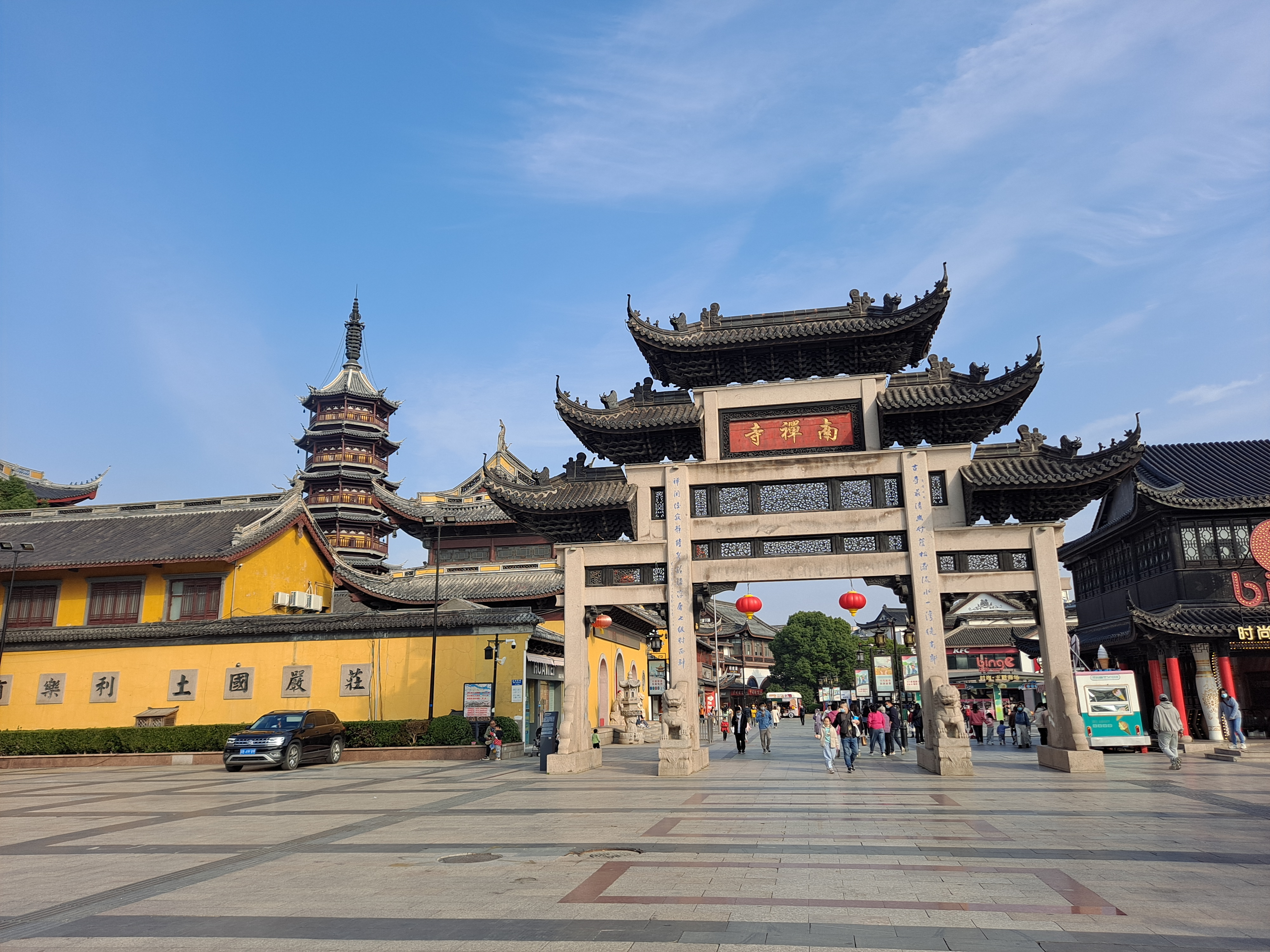
Tempio di Wuxi Nanchan

- Distretto di Huishan
- Distretto di Xishan
- Distretto di Liangxi
- Distretto di Xinwu
- Tempio di Wuxi NanchanJiangyin
- Yixing

### Gemellaggi

#### Asia
- Lago Taihu di WuxiCittà di Akashi, Giappone
- Città di Sagamihara, Giappone
- Città di Gimhae, Corea del Sud

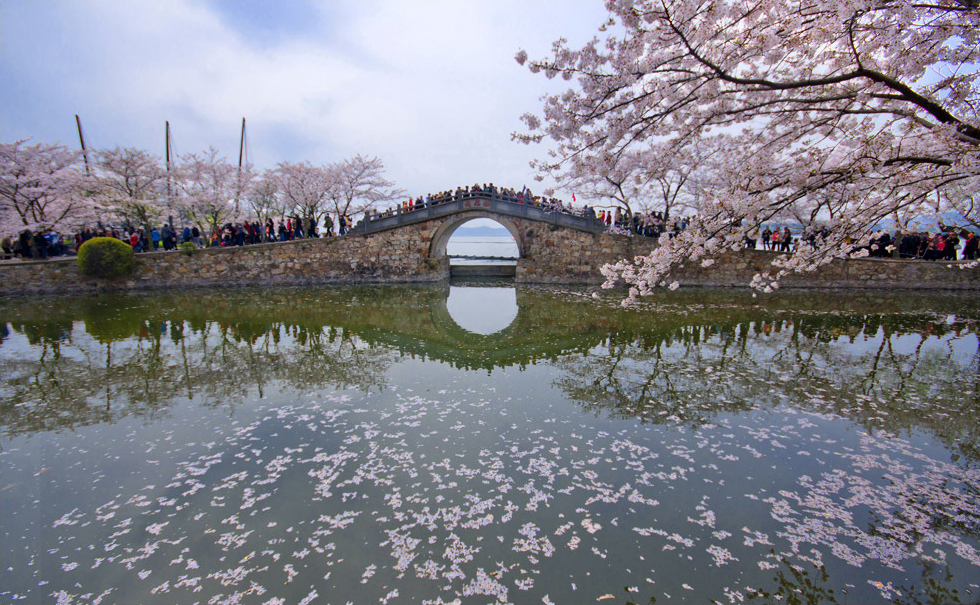
Lago Taihu di Wuxi

- Città di Puerto Princesa, Filippine

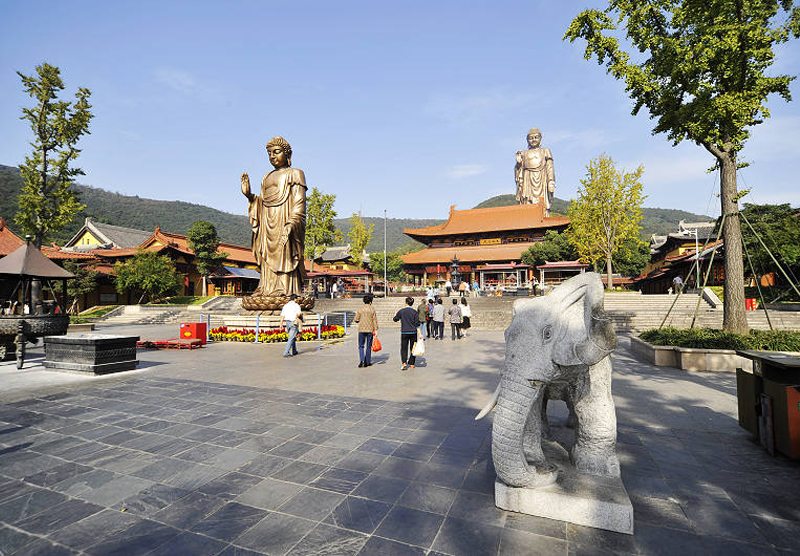
Buddha gigante di Wuxi Lingshan

- Sihanoukville, Cambogia
- Città di Ulsan, Corea del Sud
- Buddha gigante di Wuxi LingshanTiberiade, Israele

#### Europa
- Città di Cascai, Portogallo
- Vicenza, Italia
- Leverkusen, Germania
- Nîmes, Francia
- Södertälje, Svezia
- Courtrai, Belgio
- Danimarca Consorzio Urbano Beysekelen
- Chelmsford, Regno Unito
- 's-Hertogenbosch, Paesi Bassi
- Città di Lahti, Finlandia
- Città di Patrasso, Grecia
- Polonia·Città della Montagna Verde

#### America

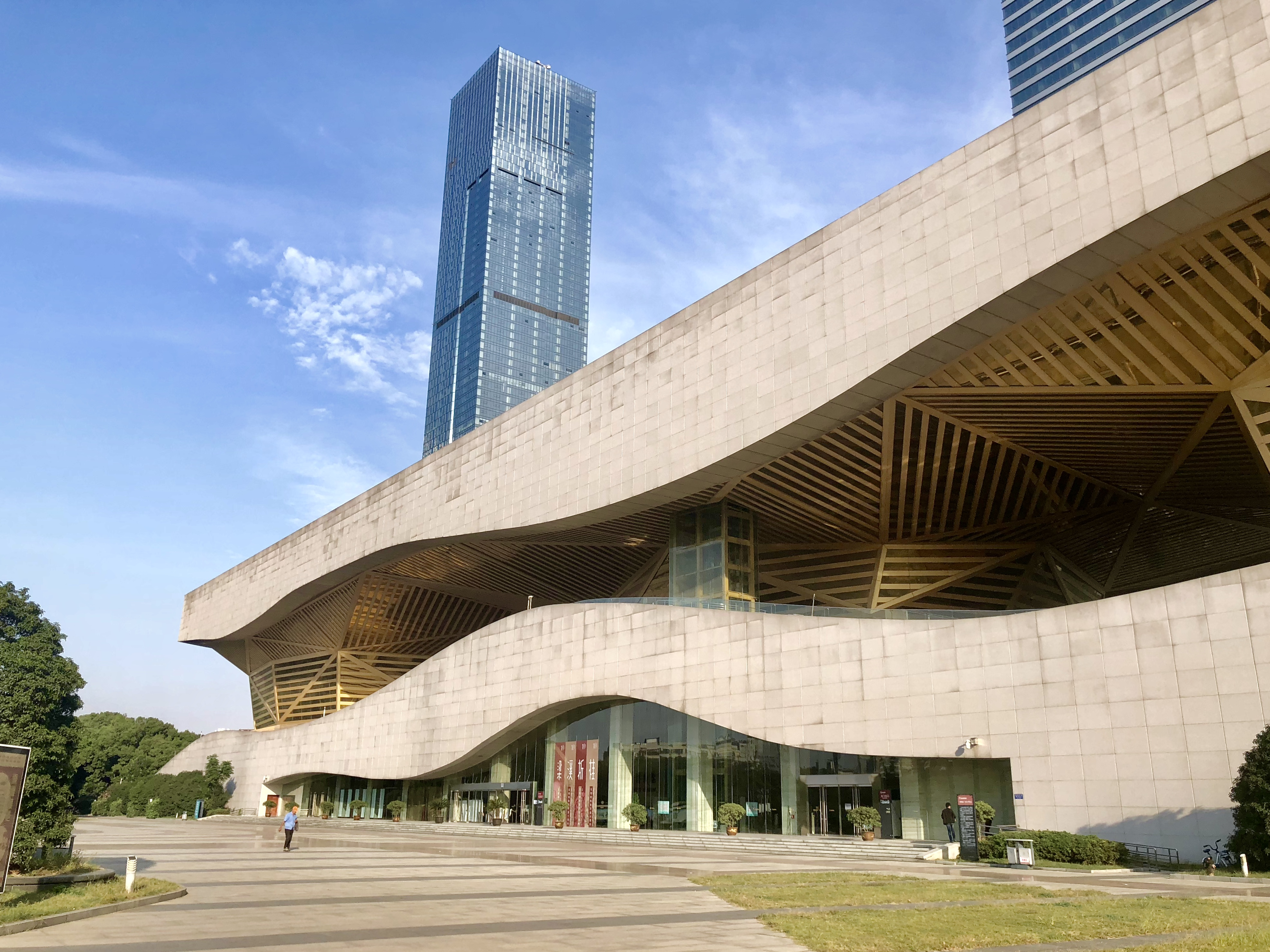
Museo di Wuxi

- Museo di WuxiChattanooga, Stati Uniti
- Fredericton, Canada
- Sant'Antonio, Stati Uniti
- Città di Sorocaba, Brasile
- Puebla, Messico

#### Oceania
- Hamilton, Nuova Zelanda
- Frankston, Australia

#### Africa
- Fez, Marocco

## Monumenti e luoghi d'interesse
- Area panoramica di Taihu
- Buddha gigante di Wuxi Lingshan

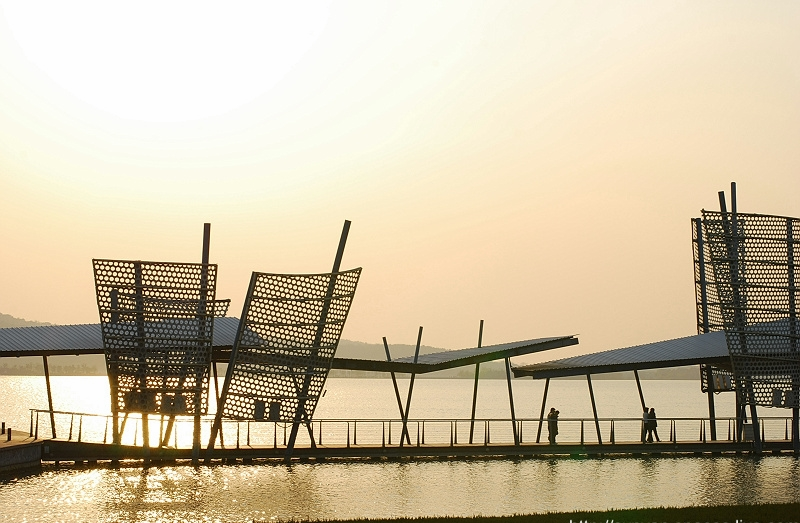
Parco Lihu

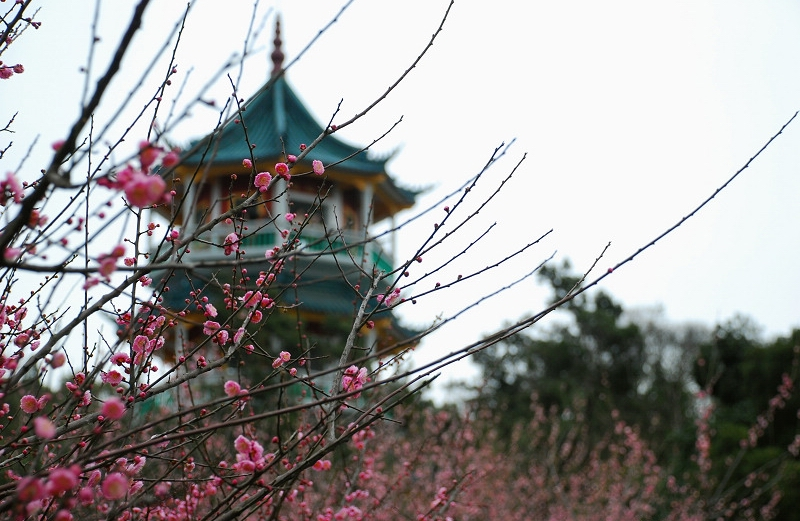
Parco Mei

- Parco dello Stagno e delle Grazie (Xihui Gongyuan)
- Area panoramica di Lihu
- Mare di bambù di Yixing
- nianhuawan
- Sunac Mao

### Lago Tai (Tai Hu)
Si trova a sud del centro storico della città e, con i suoi 2200 km², è uno dei maggiori laghi cinesi. È circondato da colline alberate, con numerosi giardini e sorgenti d'acqua.

## Le attrazioni di Wuxi
- Metropolitana di Wuxi
- Aeroporto di Wuxi
- Stazione ferroviaria di Wuxi
- Sistema autostradale di Wuxi
- Superstrada Wuxi
- Buddha gigante di Wuxi Lingshan
- Area panoramica di Taihu